# Свети Димитър (Агиос Димитриос)
Вижте пояснителната страница за други значения на Свети Димитър.
„Свети Димитър“ (на гръцки: Aγίου Δημητρίου) е православна църква в катеринското село Агиос Димитриос, Егейска Македония, Гърция, част от Китроската, Катеринска и Платамонска епархия. Църквата е изградена в 1877 година.
Над южния вход има мраморна плоча с надпис:
| „ | Άνακαινειται ό ναός τοϋ Αγίου Δημητρίου ύπό τοϋ άρχιερέως Πέτρας τοϋ ’Αθανασίου ’έπιτροπεύων Ζήσης Κόζιβας, ίερατεύων παπα Κώστας. Ύπό μάστορι Ζιοπανίτη. Μάιος 1877. Възобнови се храмът на Свети Димитър при архиерей Петренски Атанасий, при епитроп Зисис Козивас, при йерей поп Костас. От майстор Жупанец. Май 1877. | “ |

Представлява типичната за периода трикорабна куполна базилика и е един от малкото оцелели паметници от османско време в района. В 1981 година храмът е обявен за защитен паметник на културата.